# Takeda Rina
Takeda Rina (武田 梨奈 Võ Điền Lê Nại) (sinh 1991) là một nữ diễn viên, ca sĩ người Nhật Bản. Cô cũng là một võ sinh huyền đai thuộc hệ phái Ryukyu Shōrin-ryū Karate.

## Cuộc đời và sự nghiệp
Takeda sinh ngày 15 tháng 6 năm 1991 tại tỉnh Kanagawa. Theo lời tự thuật, cô bắt đầu quan tâm đến karate khi mới 10 tuổi, trong một lần thấy cha mình thất bại trong một trận đấu karate. Tháng 6 năm 2008, Takeda khi đó đã 17 tuổi, đã thể hiện khả năng của mình tại võ đường của cô cho nhà sản xuất Shaolin Girl Fuyuhiko Nishi xem, và ông đã rất ấn tượng để mời cô tham gia thử vai cho bộ phim High Kick Girl!. Takeda đã giành được vai chính Kei Tsuchiya trong bộ phim được phát hành vào tháng 5 năm 2009. Cuối năm 2010, Takeda xuất hiện trên truyền hình trong bộ phim hài tokusatsu của MBS The Ancient Dogoo Girl với vai Doro-chan.
Takeda có vai diễn điện ảnh thứ hai trong bộ phim hành động võ thuật Karate Girl tháng 2 năm 2011 cùng với Tobimatsu Hina tiếp theo là một bộ phim hành động khác The Kunoichi: Ninja Girl vào tháng 3 năm 2011  Năm 2012, Takeda đóng vai chính trong một thể loại phim khác với Dead Sushi, một bộ phim kinh dị comic của đạo diễn Noboru Iguchi, người trước đó đã làm đạo diễn cho cô trong The Ancient Dogoo Girl. Bộ phim đã được công chiếu tại Hoa Kỳ tại Austin Fantastic Fest 2012, nơi mà Takeda giành được giải Nữ diễn viên xuất sắc nhất. Takeda và đạo diễn Iguchi đều có mặt tại lễ hội. Cô đã làm việc với Iguchi một lần nữa trong bộ phim hành động Gothic Lolita Battle Bear, được phát hành tại Nhật Bản vào tháng 1 năm 2014.
Cũng trong năm 2014, Takeda hợp tác với Rumi Hanai trong bộ phim khoa học viễn tưởng Danger Doll của đạo diễn Shusuke Kaneko.

## Đóng phim

### Điện ảnh
- Đá thật cao! (2009) với vai Kei Tsuchiya
- Shoujo Senshiden Sion (少女戦士伝　シオン?) (2010)
- Cô gái Karate (2011) với vai Ayaka Kurenai / Ayaka Ikegami
- Kunoichi: Ninja Girl (2011) với vai Kisaragi
- Sushi chết người (2012) [15] với vai Keiko
- Câu chuyện của Iya (2013) với vai Haruna
- Gothic Battle Battle Bear (2014) với vai Kill Billy; Nuigurumaa [16]
- Búp bê nguy hiểm (2014) với vai Rei
- Đại chiến Titan (2015) với vai Lil
- Người bán sách (2016) với vai Suzume Akamatsu
- Bức ảnh dài nhất thế giới (2018) với vai Atsuko Takenaka

### Truyền hình
- Cô gái Dogoo cổ đại (2010) với vai Doro-chan
- Wakakozake (2015) với vai Wakako Murasaki
- Devil Lover (2015) (Phim truyền hình Thái Lan) với vai Sayaka
- Wakakozake mùa 2 (2016) với vai Wakako Murasaki
- Wakakozake mùa 3 (2017) với vai Wakako Murasaki